# Kart Fighter
Kart Fighter (кит. трад. 瑪莉快打, пиньинь Mǎ lì kuài dǎ, «Mario Fighter») — нелицензионный двухмерный файтинг, созданный тайваньской студией Hummer Team для игровой приставки Nintendo Famicom. Игра представляет собой порт Street Fighter II и содержит несанкционированные появления Марио, талисмана Nintendo, и остальных персонажей Super Mario Kart. Kart Fighter получила определённое внимание прессы, в основном с положительными отзывами, отчасти из-за её видимого сходства с более поздней серией Super Smash Bros.

## Игровой процесс

Скриншот из игры Kart Fighter. Йосси сражается с Принцессой Пич.

Kart Fighter следует многим правилам и условностям, уже установленным для жанра файтинга к моменту его выхода. Игрок сражается с противниками один на один в ближнем бою. Цель каждого раунда — истощить жизненные силы противника до истечения таймера. Поскольку игра является адаптацией Street Fighter II, управление в ней схоже с управлением в серии Street Fighter. С помощью крестовины игрового контроллера игрок может перемещать персонажа к противнику или от него, а также прыгать. Кнопки A и B выполняют удары руками и ногами, а также удары руками в прыжке и пинки в прыжке в сочетании с движением. Кроме того, у каждого персонажа есть набор специальных приёмов, которые выполняются при помощи комбинации нажатий кнопок. В отличие от Street Fighter II, почти у всех персонажей есть возможность использовать в качестве специального приёма бросание снарядов, но система блокирования ударов более ограничена.
В одиночной игре доступны пять уровней сложности. Второй игрок также может выбрать персонажа, что позволяет проводить матчи для двух игроков. Однако, поскольку в игре нет никаких явных указаний на эту функцию, её можно легко не заметить.

### Персонажи
В Kart Fighter появляются все восемь играбельных персонажей из Super Mario Kart, хотя некоторые из них были переименованы или используют японскую версию имени: Mari (Марио), Luigi (Луиджи), Peach (принцесса Тоадстул), Yossy (Йоши), Kupa (Боузер), Donkey (Донки Конг-младший), Nokonoko (Купа Трупа) и Kinopio (Тоад). Внешний вид многих персонажей адаптирован со спрайтов Super Mario Kart, хотя они не соответствуют масштабу. Однако у Донки Конга-младшего существенно другой внешний вид, а принцесса Пич изображена в мини-юбке и сапогах, и похожа на Чунь Ли из игры Street Fighter II.

## Разработка
В 1980-х и 1990-х годах производство пиратских игр для Famicom в Восточной Азии было обычным делом, чему способствовало отсутствие в Famicom чипа блокировки 10NES, включённого в североамериканские версии Nintendo Entertainment System. Коммерческий успех игры Street Fighter II сделал её особенно привлекательной для несанкционированных переносов и адаптаций. Результатом этого стала игра Kart Fighter, разработанная командой Hummer Team, и изданная гонконгской компанией Ge De Industry, вероятно, в 1993 году.
Kart Fighter имитирует внешний вид персонажей из игры Super Mario Kart для Super Famicom. Ограниченное аппаратное обеспечение 8-битной Famicom привело бы к тому, что персонажи выглядели бы гораздо хуже по сравнению с оригиналом, особенно когда тот изначально был сделан для 16-битной платформы и был бы ограничен четырьмя цветами вместо 16. Hummer Team преодолела эту проблему, совмещая два отдельных спрайта, чтобы использовать больше цветов для каждого персонажа. Также были украдены материалы из других игр, в том числе задник уровня, позаимствованный из Little Nemo: The Dream Master.
Hummer Team также создала другие несанкционированные адаптации Street Fighter II. Одна из таких игр была включена в многоигровой картридж 1998 Super HIK 4 in 1 12M, в которой Марио появлялся вместе с персонажами из франшизы Street Fighter. Этот же движок был использован для создания игры AV Bishoujo Senshi Girl Fighting, посвящённой Сейлор Мун.

## Наследие
Через несколько лет после выхода Kart Fighter привлекла внимание критиков за сходство с серией Super Smash Bros. Отзывы были в целом положительными, особенно в контексте файтингов на NES и неавторизованных игр для NES, которые обычно считались низкокачественными. В отзывах отмечалась оригинальность игры, музыка и относительное отсутствие багов, а некоторые считали её одной из лучших неавторизованных игр своей эпохи, соответствующей или превосходящей по качеству аналогичные лицензионные игры, такие как TMNT: Tournament Fighters.
Однако рецензент журнала Complex посчитал Kart Fighter худшим файтингом из когда-либо созданных. Другие рецензенты негативно отозвались о мерцании экрана, вызванном системой спрайтов игры, плохом искусственном интеллекте противников, отсутствии опций в меню и отсутствии полноценной концовки.